# Johannes Crescentius Momentanus
Johannes Crescentius Momentanus, också känd som Crescentius den yngre (eller Crescentius II), död 29 april 998, var en romersk patricier.
Han var troligen son till den Crescentius som efter Otto I:s död ingrep i striderna kring påvestolen, och därmed sonson till Theodora. Han blev patricius i Rom 985 och behärskade staden under 15 år, men störtades därefter av Otto III och avrättades.
Hans son Johannes Crescentius var även han patricius i Rom, och hade långvariga strider med grevarna av Tusculum, men hävdade sig fram till sin död 1012.